# Lasiodora cristata
Lasiodora cristata là một loài nhện trong họ Theraphosidae.
Loài này thuộc chi Lasiodora. Lasiodora cristata được Cândido Firmino de Mello-Leitão miêu tả năm 1923.